# Europaspiele 2023/Teilnehmer (Irland)
| Gelbes Symbol für Goldmedaillen mit stilisierten Olympischen Ringen | Graues Symbol für Silbermedaillen mit stilisierten Olympischen Ringen | Braundes Symbol für Bronzemedaillen mit stilisierten Olympischen Ringen |
| ------------------------------------------------------------------- | --------------------------------------------------------------------- | ----------------------------------------------------------------------- |
| 4                                                                   | 4                                                                     | 5                                                                       |

Irland nahm mit 123 Athleten an den Europaspielen 2023 in Krakau teil.

## Medaillengewinner
| Name/n | Sportart       | Wettkampf                                             |
| --- | -------------- | ----------------------------------------------------- |
| Gold |                |                                                       |
| Niall Comerford Jordan Conroy Sean Cribbin William Dardis Jack Kelly Terry Kennedy Liam McNamara Harry McNulty Bryan Mollen Dylan O’Grady Mark Roche Andrew Smith Zac Ward | 7er-Rugby      | Männer                                                |
| Amy Wall | Kickboxen      | Vollkontakt Mittelgewicht Frauen (bis 60,0 kg)        |
| Kellie Harrington | Boxen          | Leichtgewicht Frauen (bis 60 kg)                      |
| Aoife O’Rourke | Boxen          | Mittelgewicht Frauen (bis 75 kg)                      |
| Silber |                |                                                       |
| Jack Marley | Boxen          | Schwergewicht Männer (bis 92 kg)                      |
| Conor Johnson | Kickboxen      | Point Fighting Männer (Halbschwergewicht bis 84,0 kg) |
| Nathan Tait | Kickboxen      | Point Fighting Männer (Halbmittelgewicht bis 74,0 kg) |
| Jack Woolley | Taekwondo      | Fliegengewicht Männer (bis 58 kg)                     |
| Bronze |                |                                                       |
| Sarah Lavin | Leichtathletik | 100 m Hürden Frauen                                   |
| Dean Clancy | Boxen          | Halbweltergewicht Männer (bis 63,5 kg)                |
| Michaela Walsh | Boxen          | Federgewicht Frauen (bis 57 kg)                       |
| Nicole Bannon | Kickboxen      | Leichtkontakt Mittelgewicht Frauen (bis 60,0 kg)      |
| Jodie Browne | Kickboxen      | Point Fighting Schwergewicht Frauen (bis 70,0 kg)     |

## Teilnehmer nach Sportarten

### Badminton
- Rachael Darragh
- Kate Frost
- Joshua Magee
- Nhat Nguyen
- Paul Reynolds
- Moya Ryan

### Bogenschießen
- Emma Davis
- Oskar Ronan

### Boxen
- Amy Broadhurst
- Kelyn Cassidy
- Dean Clancy
- Jude Gallagher
- Kellie Harrington
- Jennifer Lehane
- Sean Mari
- Jack Marley
- Daina Moorehouse
- Aoife O’Rourke
- Dean Walsh
- Michaela Walsh

### Fechten
- Jadryn Dick
- Michael Jacob
- Michalis Kirimlidis
- Giacomo Pietrobelli

### Kanu

#### Kanurennsport
- Jennifer Egan-Simmons

#### Kanuslalom
- Jake Cochrane
- Madison Corcoran
- Michaela Corcoran
- Samuel Curtis
- Noel Hendrick
- Robert Hendrick
- Liam Jegou
- Alistair McCreery

### Kickboxen
- Nicole Bannon
- Jodie Browne
- Peter Carr
- Eoin Glynn
- Conor Johnson McGlinchey
- Luke McCann
- Anthony Stephenson
- Nathan Tait
- Amy Wall

### Leichtathletik
| Team   | Wettbewerb  | Wettbewerb | Punkte | Punkte | Punkte | Punkte | Punkte | Punkte | Punkte     | Punkte    | Punkte    | Punkte      | Punkte           | Punkte      | Punkte    | Punkte     | Punkte     | Punkte         | Punkte     | Punkte     | Punkte     | Punkte | Rang |
| Team   | Wettbewerb  | Wettbewerb | 100 m  | 200 m  | 400 m  | 800 m  | 1500 m | 5000 m | 110 m Hü.* | 400 m Hü. | 4 × 100 m | 4 × 400 m** | 3000 m Hindernis | Kugelstoßen | Speerwurf | Hammerwurf | Diskuswurf | Stabhochsprung | Hochsprung | Dreisprung | Weitsprung | Gesamt | Rang |
| ------ | ----------- | ---------- | ------ | ------ | ------ | ------ | ------ | ------ | ---------- | --------- | --------- | ----------- | ---------------- | ----------- | --------- | ---------- | ---------- | -------------- | ---------- | ---------- | ---------- | ------ | ---- |
| Irland | 3. Division | Männer     | 14     | 15     | 13     | 13     | 14     | 13     | 15         | 15        | 15        | 0           | 14               | 15          | 13        | 15         | 11         | 12             | 15         | 9          | 0          | 494    | 1    |
| Irland | 3. Division | Frauen     | 13     | 14     | 15     | 15     | 15     | 13     | 15         | 14        | 14        | 0           | 13               | 14          | 11        | 14         | 12         | 15             | 13         | 13         | 15         | 494    | 1    |

* Die Frauen traten über 100 m Hürden, statt 110 m Hürden an.
** Die 4 × 400 m waren ein Mixed-Wettkampf.

#### Einzelresultate
| Wettbewerb       | Männer                                                        | Männer          | Männer | Männer      | Frauen                                                | Frauen       | Frauen | Frauen      |
| Wettbewerb       | Athlet                                                        | Ergebnis        | Rang   | Rang Gesamt | Athletin                                              | Ergebnis     | Rang   | Rang Gesamt |
| ---------------- | ------------------------------------------------------------- | --------------- | ------ | ----------- | ----------------------------------------------------- | ------------ | ------ | ----------- |
| 100 m            | Israel Olatunde                                               | 10,37 s         | 2      | 14          | Lauren Roy                                            | 11,82 s      | 3      | 33          |
| 200 m            | Mark Smyth                                                    | 20,66 s         | 1      | 06          | Phil Healy                                            | 23,79 s      | 2      | 29          |
| 400 m            | Jack Raftery                                                  | 46,76 s         | 3      | 23          | Sharlene Mawdsley                                     | 51,55 s      | 1      | 07          |
| 800 m            | Rocco Zaman-Browne                                            | 1:50,16 min     | 3      | 28          | Louise Shanahan                                       | 2:03,39 min  | 1      | 21          |
| 1500 m           | Cathal Doyle                                                  | 3:43,36 min     | 2      | 18          | Sophie O’Sullivan                                     | 4:27,96 min  | 1      | 28          |
| 5000 m           | Fearghal Curtin                                               | 14:17,64 min SB | 3      | 28          | Aoibhe Richardson                                     | 16:45,02 min | 3      | 28          |
| 110/100 m Hürden | James Ezeonu                                                  | 14,31 s         | 1      | 25          | Sarah Lavin                                           | 12,82 s SB   | 1      | Bronze      |
| 400 m Hürden     | Thomas Barr                                                   | 49,41 s         | 1      | 05          | Kelly McGrory                                         | 58,08 s      | 2      | 20          |
| 3000 m Hindernis | Finley Daly                                                   | 8:51,14 min     | 2      | 17          | Ava O’Connor                                          | 10:18,10 min | 3      | 24          |
| 4 × 100 m        | Israel Olatunde Mark Smyth Christopher Sibanda Joseph Ojewumi | 39,57 s SB      | 1      | 13          | Sarah Leahy Mollie O’Reilly Joan Healy Adeyemi Talabi | 44,80 s SB   | 2      | 19          |
| Kugelstoßen      | Eric Favors                                                   | 20,28 m         | 1      | 08          | Michaela Walsh                                        | 15,26 m      | 2      | 19          |
| Speerwurf        | Conor Cusack                                                  | 63,95 m         | 3      | 33          | Grace Casey                                           | 42,04 m      | 5      | 35          |
| Hammerwurf       | Sean Mockler                                                  | 63,83 m         | 1      | 25          | Nicola Tuthill                                        | 67,85 m PB   | 2      | 10          |
| Diskuswurf       | Colin Quirke                                                  | 52,41 m         | 5      | 30          | Niamh Fogarty                                         | 51,24 m SB   | 4      | 21          |
| Stabhochsprung   | Michael Bowler                                                | 4,30 m          | 4      | 32          | Ellie McCartney                                       | 4,20 m       | 1      | 17          |
| Hochsprung       | David Cussen                                                  | 2,11 m SB       | 1      | 18          | Sommer Lecky                                          | 1,74 m       | 3      | 29          |
| Dreisprung       | Jai Benson                                                    | 14,84 m SB      | 7      | 29          | Saragh Buggy                                          | 13,01 m      | 3      | 17          |
| Weitsprung       | Reece Ademola                                                 | NM              | NM     | NM          | Ruby Millet                                           | 6,33 m       | 1      | 15          |

| Wettbewerb | Mixed                                                        | Mixed          | Mixed | Mixed       |
| Wettbewerb | Athleten                                                     | Ergebnis       | Rang  | Rang Gesamt |
| ---------- | ------------------------------------------------------------ | -------------- | ----- | ----------- |
| 4 × 400 m  | Nelvin Appiah Róisín Harrison Callum Baird Sharlene Mawdsley | 3:17,16 min EL | 1     | 16          |

Ersatz: Cathal Crosbie, Gabriel Kehinde, Sean McGinley, Conor Morey, Oliver Swinney

### Moderner Fünfkampf
- Sive Brassil
- Hanna D’Aughton
- Isobel Radford Dodd

### Padel
| Athleten                      | Wettbewerb | 1. Runde                      | 1. Runde | Achtelfinale                       | Achtelfinale  | Viertelfinale | Viertelfinale | Halbfinale    | Halbfinale    | Finale        | Finale        | Rang |
| Athleten                      | Wettbewerb | Gegner                        | Erg.     | Gegner                             | Erg.          | Gegner        | Erg.          | Gegner        | Erg.          | Gegner        | Erg.          | Rang |
| ----------------------------- | ---------- | ----------------------------- | -------- | ---------------------------------- | ------------- | ------------- | ------------- | ------------- | ------------- | ------------- | ------------- | ---- |
| Frauen                        |            |                               |          |                                    |               |               |               |               |               |               |               |      |
| Susan McRann Jennifer Claffey | Doppel     | Victoria Kurz Denise Höfer    | 0:2      | ausgeschieden                      | ausgeschieden | ausgeschieden | ausgeschieden | ausgeschieden | ausgeschieden | ausgeschieden | ausgeschieden | =17  |
| Männer                        |            |                               |          |                                    |               |               |               |               |               |               |               |      |
| Sean Neave Sam McKibbin       | Doppel     | Marco Montanaro Fjoralb Curri | 2:0      | Alfonso Fazendeiro Miguel Oliveira | 0:2           | ausgeschieden | ausgeschieden | ausgeschieden | ausgeschieden | ausgeschieden | ausgeschieden | =9   |

### Radsport

#### BMX-Freestyle
| Athleten       | Wettbewerb | Qualifikation | Qualifikation | Finale        | Finale        | Rang |
| Athleten       | Wettbewerb | Punkte        | Rang          | Punkte        | Rang          | Rang |
| -------------- | ---------- | ------------- | ------------- | ------------- | ------------- | ---- |
| Männer         |            |               |               |               |               |      |
| Ryan Henderson | Park       | 62,16         | 22            | ausgeschieden | ausgeschieden | 22   |

#### Mountainbike
- Christopher Dawson

### 7er-Rugby
- Niall Comerford
- Jordan Conroy
- Sean Cribbin
- William Dardis
- Jack Kelly
- Terry Kennedy
- Liam McNamara
- Harry McNulty
- Bryan Mollen
- Dylan O’Grady
- Mark Roche
- Andrew Smith
- Zac Ward

### Schießen
- Jack Fairclough
- Aoife Gormally

### Taekwondo
- Leroy Nsilu Dilandu
- Jack Woolley

### Triathlon
- James Edgar
- Carolyn Hayes
- Luke McCarron
- Erin McConnell

### Wasserspringen
- Clare Cryan
- Ciara McGing
- Jake Passmore